# Ramón Aguirre Velázquez
Ramón Aguirre Velázquez (San Felipe, Guanajuato; 21 de septiembre de 1935) es un político mexicano, miembro del Partido Revolucionario Institucional. Fue secretario de Programación y Presupuesto de 1981 a 1982, jefe del Departamento del Distrito Federal de 1982 a 1988 y candidato a gobernador del estado de Guanajuato en 1991.

## Carrera política
Ramón Aguirre inició su educación básica en su pueblo natal y luego en Celaya, posteriormente se trasladó a la Ciudad de México a la Escuela Nacional Preparatoria y se recibió como contador público en la Universidad Nacional Autónoma de México. Inició sus actividades dentro de varias empresas hasta que en 1970 ingresó a la Secretaría de Hacienda, donde ocupó varios cargos, entre ellos director general de Egresos y subsecretario de Egresos durante los periodos de José López Portillo y Mario Ramón Beteta como titulares de la secretaría; posteriormente pasó la entonces Banca Somex, y en 1979 fue postulado candidato del PRI a Diputado Federal por el Distrito VII de Guanajuato, pero antes de las elecciones renunció a la postulación al ser designado Subsecretario de Programación y Presupuesto por el nuevo titular de esa secretaría, Miguel de la Madrid; cuando este último fue postulado candidato a la Presidencia de la República, Ramón Aguirre lo sustituyó como secretario de Programación y Presupuesto.

### Jefe del Departamento del Distrito Federal
Electo presidente, Miguel de la Madrid tomó posesión el 1 de diciembre de 1982 y a partir de ese día Ramón Aguirre fue designado Jefe del Departamento del Distrito Federal. Durante su gobierno se pretendió oficialmente combatir la corrupción: se destaparon casos como el de Arturo Durazo Moreno, pero no se logró; además, empezaron a multiplicarse el ambulantaje, las marchas y los bloqueos, la proliferación de asentamientos irregulares, la inseguridad y la alta contaminación atmosférica. Pero, sobre todo, es recordado porque durante su periodo al frente del DF ocurrió el terremoto del 19 de septiembre de 1985, ante el cual la instancia gubernamental a su cargo no tuvo la más mínima reacción, y fue superada ampliamente por la sociedad civil. Ramón Aguirre permaneció al frente del DDF hasta el fin del mandato de la Madrid. En 1987 el PRI lo nombró públicamente uno de sus seis precandidatos a la presidencia, pero la candidatura la obtuvo finalmente Carlos Salinas de Gortari.

### Candidato a gobernador de Guanajuato
Al tomar posesión de la presidencia, Salinas de Gortari designó a Aguirre director general de la Lotería Nacional. Desde este cargo, Aguirre empezó a promover su candidatura a gobernador de Guanajuato, aunque llevaba muchos años fuera de la entidad y se encontraba totalmente desconectado de sus problemas. Finalmente, el 28 de febrero de 1991 fue oficialmente declarado candidato a gobernador, e inició lo que sería una ríspida campaña electoral, donde enfrentaría a Vicente Fox, del Partido Acción Nacional, y a Porfirio Muñoz Ledo, del Partido de la Revolución Democrática. 
Las elecciones que se llevaron a cabo el 18 de agosto de 1991 dieron el triunfo a Aguirre; sin embargo, el candidato del PAN, Vicente Fox, reclamó el triunfo para sí y denunció un fraude electoral. Ante las protestas y la radicalización de la situación, el presidente Salinas obligó a Ramón Aguirre a declarar que, aunque había sido declarado gobernador electo, no se presentaría a tomar posesión del cargo y, ante esta situación, el Congreso de Guanajuato designó gobernador provisional al alcalde panista de León, Carlos Medina Plascencia, en medio de cuestionamientos que acusaban al presidente Carlos Salinas de Gortari de haber negociado su encumbramiento.[cita requerida]

### Candidato a diputado federal
Tras este episodio, Ramón Aguirre se retiró de la vida pública, de donde no volvió a salir hasta 2003, cuando de nuevo fue candidato del PRI a diputado federal, y perdió la elección.[cita requerida]